# Claude Ferragne
Claude Ferragne, né le 14 octobre 1952 à Montréal et mort le 7 juillet 2024 à Laval,, est un athlète canadien, spécialiste du saut en hauteur.
Il remporte la médaille d'or aux Jeux du Commonwealth de 1978 devant Greg Joy, après avoir remporté le bronze à Christchurch en 1974, et participe aux Jeux olympiques de 1976 dans sa ville natale (12e).
En 1980, il franchit 2,26 m, record personnel, et se qualifie pour les Jeux olympiques de Moscou que le Canada va boycotter.